# Viaggio al cuore della vita
Viaggio al cuore della vita è un documentario del 2012, scritto e diretto da Tomangelo Cappelli.

## Trama
Su un montaggio di immagini della Basilicata, Michele Placido e Silvia Siravo recitano testi celebrativi della regione.